# Bovée-sur-Barboure
Bovée-sur-Barboure är en kommun i departementet Meuse i regionen Grand Est (tidigare regionen Lorraine) i nordöstra Frankrike. Kommunen ligger i kantonen Void-Vacon som tillhör arrondissementet Commercy. År 2022 hade Bovée-sur-Barboure 130 invånare.

## Befolkningsutveckling
Antalet invånare i kommunen Bovée-sur-Barboure
| Referens: INSEE |